# Étival-lès-le-Mans
Étival-lès-le-Mans – miejscowość i gmina we Francji, w regionie Kraj Loary, w departamencie Sarthe.
Według danych na rok 1990 gminę zamieszkiwało 1861 osób, a gęstość zaludnienia wynosiła 180 osób/km² (wśród 1504 gmin Kraju Loary Étival-lès-le-Mans plasuje się na 323. miejscu pod względem liczby ludności, natomiast pod względem powierzchni na miejscu 994.).